# Waldsolms
Waldsolms è un comune tedesco di 4 856 abitanti situato nel land dell'Assia.